# ورزشگاه سعود بن عبدالرحمن
ورزشگاه سعود بن عبدالرحمن (انگلیسی: Saoud bin Abdulrahman Stadium) یک ورزشگاه چندمنظوره در شهر الوکره، قطر است.
این ورزشگاه که دارای ۱۲٬۰۰۰ نفر ظرفیت می‌باشد ورزشگاه خانگی باشگاه ورزشی الوکره محسوب میشود.